# Vârful Coștila, Munții Bucegi
Vârful Coștila este vârful muntos clasat al cincilea între vârfurile muntoase din Munții Bucegi, cu altitudinea de 2.490 m, depășit de Omu, 2.514 m, Bucura Dumbravă, 2.503 m, Vârful Capul Morarului 2.501 m și de Bucșoiu, 2.492 m.  
Este vizibil  de pe creasta Pietrei Mari, din Postăvarul, din munții Baiului și munții Ciucaș precum și de pe Valea Prahovei, iar în zile clare a fost fotografiat și din București și din creasta munților Făgăraș, fiind ușor de recunoscut prin releul montat pe acesta. Releul de radioteleviziune este obiectiv strategic, în trecut fiind păzit de o unitate militară, și are în prezent 106 m înălțime (după ce i s-a mai adăugat un segment față de înălțimea inițială de 80 m), făcându-l cel mai înalt punct artificial din România, cu 52 m mai sus decât vârful Moldoveanu din munții Făgăraș. În prezent, accesul pe acest vârf este limitat de gardul releului.

## Etimologie
Este posibil că numele muntelui Coștila, căruia unii îi mai spun și Coștilele sau chiar Goștilele ar veni de la goștină, străvechiul jus montanum, birul pe oi. Aici, pe acest munte, se strângeau în veacurile trecute biruri de la stâne și de-aici i s-a tras și numele.

## Galerie foto

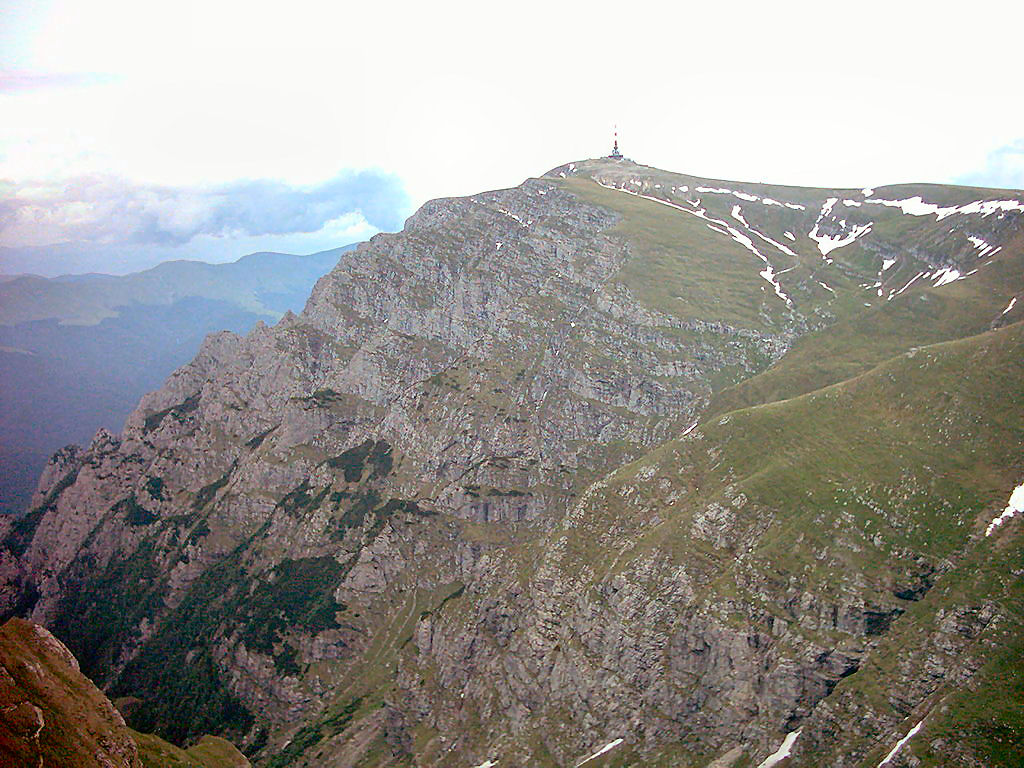
Vârful Coștila, Munții Bucegi
Vârful Coștila, Munții Bucegi
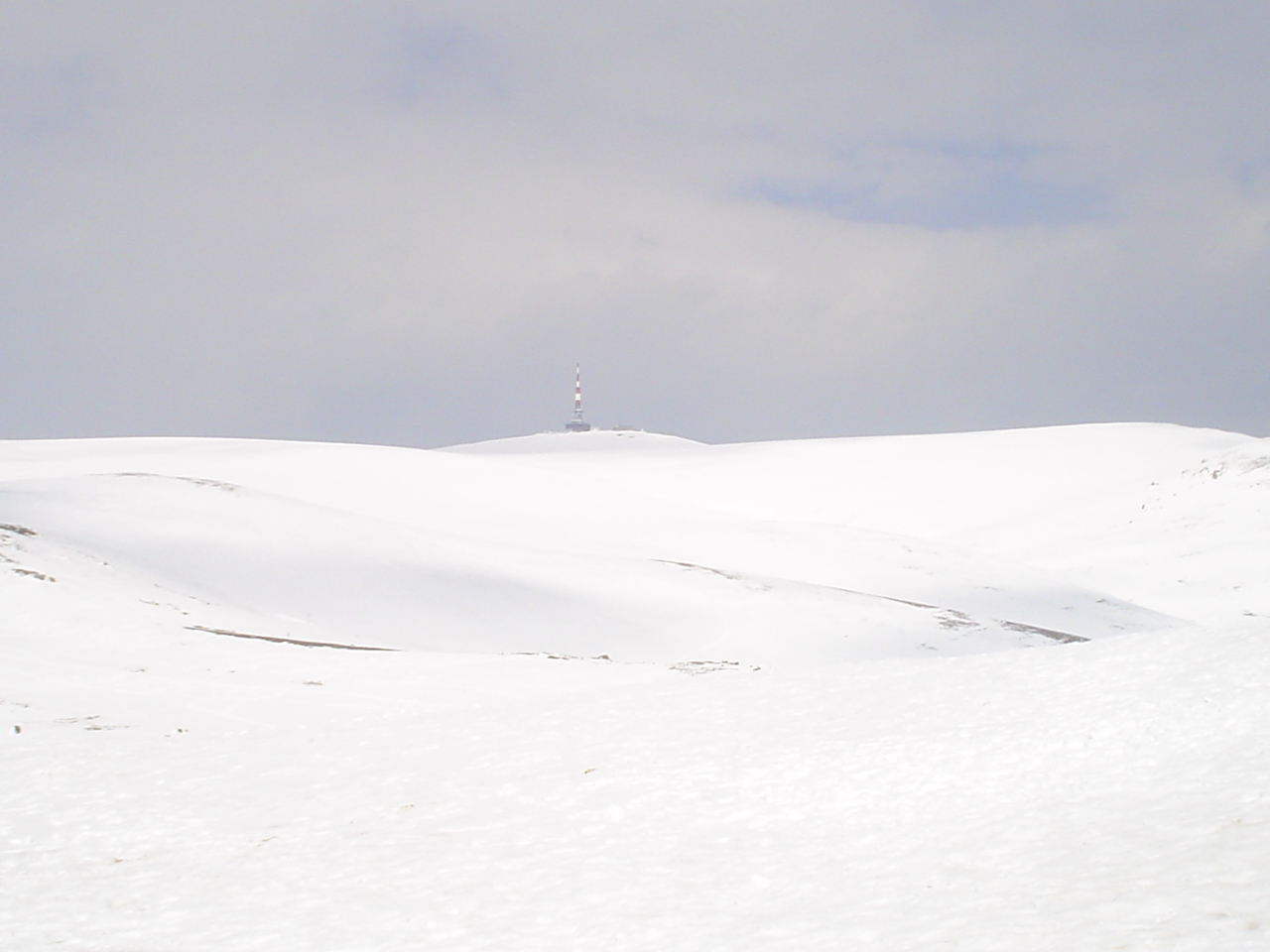
Vârful Coștila, Munții Bucegi
Vârful Coștila de la Cabana Omu
Vârful Coștila de pe vârful Bucșoiu
Vârful Coștila de pe vârful Bucșoiu
Vârful Coștila de la Cabana Omu